# Валевская епархия
Ва́левская епа́рхия (серб. Ваљевска епархија) — одна из епархий Сербской православной церкви. Центр епархии — город Валево.

## История
Ещё во время средневекового сербского государства, в конце XIII века в районе северо-западной части Сербии, была создана Мачванска епархия, в составе которой были, вероятно, и владения короля Драгутина в восточной Боснии. Эта епископская кафедра была перенесена в середине XV века в Валево.
Валевская епископия упоминается под этим именем в первый раз в начале XVIII века, когда она охватывала территории Валева, Колубары, Тамнавы, Мачвы, Подриня и Рудника. По мнению Радослава Груича её епископы, за исключением времени австрийской оккупации Сербии, были также епископами старой Моравичской и части Зворничской епархии на протяжении всего XVIII и первые три десятилетий XIX века.
Епархия создана решением Святого Архиерейского Собора Сербской православной церкви в мае 2006 года в результате разделения Шабацко-Валевской епархии на две — Шабацкую и Валевскую.

## Монастыри
- Монастырь Пустыня (место Вуиновача, городская община Валево)
- Валевская Грачаница (место Тубравич, городская община Валево)
- Монастырь Челие (община Валево)
- Монастырь Лелич (место Лелич, община Валево)
- Монастырь Докмир (деревня Докмир, община Уб)
- Монастырь Боговача (деревня Боговача, община Лайковац)
- Монастырь Грабовац (деревня Грабовац, городская община Обреновац)

## Епископы
- Евфимий (1643—1654)
- Григорий (упом. 1708)
- Досифей (Николич) (1715 — 11 июня 1738)
- Феодосий (Стефанович-Попович) (1756—1759)
- Митрофан (1760—1766)
- Иоаким (1765—1787)
- Милутин (Кнежевич) (27 мая 2006 — 30 марта 2020)
- Лаврентий (Трифунович) (30 марта 2020 — 29 мая 2021) в/у
- Исихий (Рогич) (c 29 мая 2021)